# La Corde du Feu
La Corde du Feu é uma das mais famosas composições do premiado compositor japonês Ichiro Nodaira.
A primeira versão da canção, intitulada La Corde du Feu pour guitare electrique et orchestre de chambre, foi composta em 1989, e possui 12 minutos. A segunda versão foi composta para ser tocada por uma guitarra elétrica (descrita como "impossivel de ser tocada") e uma orquestra com 100 integrantes, de 25 minutos de duração. Intitulada La Corde du Feu pour guitare electrique et grand orchestre, ela é mais famosa que a primeira, e foi composta em 2002. Esta versão ganhou destaque por conta do guitarrista que foi convidado a tocá-la: ninguém menos que o guitarrista virtuoso estadunidense Steve Vai. O mesmo declarou que foi a composição mais difícil que já tocou:
| “ | "O proeminente compositor vanguardista Ichiro Nodaira compôs uma peça para guitarra e orquestra de 100 peças. A parte de guitarra é tremendamente desafiadora e, depois de pensarem vários nomes para tocá-la, o meu nome começou a aparecer, e assim eu fui contatado. Esta peça musical é quase impossível de ser tocada, e é por isso que resolvi tocá-la. Eu acho que alguns guitarristas até poderiam tocá-la, mas eu não apostaria nisto, por conta do tempo e da dedicação que são necessários para tocá-la. Foi sem dúvida uma honra fazer parte deste projeto." | ” |